# Épisodes de Ravenswood
Cet article présente le guide des épisodes de la série télévisée américaine Ravenswood.

## Généralités
- Aux États-Unis, la saison a été découpée en deux parties sur ABC Family. La première a été diffusée entre le 22 octobre 2013 et le 19 novembre 2013. La deuxième a été diffusée entre le 7 janvier 2014 et le 4 février 2014.
- En France, la saison a été proposée en vidéo à la demande à partir du 1er août 2016 en version originale sous-titrée sur le service Canalplay pour une période limitée.

## Distribution

### Acteurs principaux
- Nicole Anderson : Miranda Collins
- Tyler Blackburn : Caleb Rivers
- Steven Cabral : Raymond Collins
- Brett Dier : Luke Matheson
- Britne Oldford : Remy Beaumont
- Luke Benward : Dillon Sanders (8 épisodes)
- Merritt Patterson : Olivia Matheson

### Acteurs récurrents
- Henry Simmons (en) : Simon Beaumont (8 épisodes)
- Meg Foster : Carla Grunwald (7 épisodes)
- Brock Kelly : Zachary Springer (6 épisodes)
- Laura Allen : Rochelle Matheson (6 épisodes)
- Haley Lu Richardson : Tess Hamilton (6 épisodes)
- Sophina Brown : Terry Beaumont (4 épisodes)
- Justin Bruening : Benjamin Price (4 épisodes)

### Invités
- Corrina Roshea : le fantôme (épisodes 1, 2 et 4)
- Jay Huguley (en) : Tom Beddington (épisodes 2, 3 et 7)
- Ashley Holliday (en) : Lila Collins (épisodes 4 et 5)
- Sope Aluko : Doctor (épisodes 5 et 6)
- Griff Furst : Gabriel Abaddon (épisodes 6, 8 et 10)
- Monica Louwerens (en) : Esther Collins (épisode 6)
- Dana Gourrier : Vickie (épisode 6)
- Mary Elise Hayden : Bea Hamilton (épisode 7)
- Bernard Curry (en) : Jamie Doyle (épisode 7)
- Lara Grice (en) : Dolores Springer (épisode 8)

### Invités spéciaux
- Ashley Benson : Hanna Marin (de Pretty Little Liars, épisodes 5 et 10)

## Liste des épisodes

### Épisode 1:Pilot
- États-Unis : 22 octobre 2013 sur ABC Family
- France : 1er août 2016 sur Canalplay

Caleb Rivers est de retour. Il rejoint sa petite amie Hanna, mais celle-ci lui demande de rester avec Miranda, une fille que les deux ont rencontré chacun leur tour. Miranda cherche son oncle, la seule famille qu'il lui reste après la mort de ses parents lorsqu'elle était enfant. Mais celui-ci, au lieu de la garder, préféra la laisser dans une famille d'accueil. Sur le chemin vers la maison de son oncle, dans un cimetière, Caleb et Miranda trouvent deux pierres tombales à leurs noms. Accompagnées chacune d'une photo les représentant. Miranda rencontre son oncle, qui n'est pas très joyeux de la voir. Il leur propose de résider chez lui quelque temps, et Madame Grunwald les emmène dans leur chambre. 
Caleb décide d'aller en ville, pour s'informer sur la mort de ses parents. Là-bas, il fait la rencontre de Remy qui lui propose son aide. Il retourne chez Monsieur Collins. Dans la fenêtre de la chambre de Miranda, ils voient une femme frottant à l'aide d'une éponge une pierre tombale, accompagnée de sa fille, Olivia, et de son fils, Luke. On apprend alors leur histoire : Le père de Luke et d'Olivia a été assassiné et c'est leur mère la principale suspecte. Caleb revoit Remy. Lors de leur discussion, une altercation éclate entre Luke, le petit ami de Remy et un autre garçon, qui prétend que c'est la mère de Luke qui est l'assassin de son père, qui était le maire. Des événements étranges se produisent chez Monsieur Collins : Miranda est persuadé d'avoir vu une femme toute blanche avec de longs cheveux noirs dans sa chambre, lors de son bain, Caleb a failli se faire tuer.
La moitié de la ville de Ravenswood croit que c'est Rochelle, la mère de Luke et d'Olivia, l'assassin. En découvrant sa fille avec Luke, Simon, le père de Remy, lui interdit de rester avec ce garçon. Les temps sont durs aussi pour Terry, la mère de Remy revenue d'Afghanistan. En effet, elle a été la seule survivante d'une explosion là-bas. La nuit tombe à Ravenswood. C'est aussi la soirée de 'La Grande Parade de Ravenswood'. Olivia, la sœur de Luke, était en lice pour devenir la Reine de Beauté du lycée de Ravenswood. Mais lors du défilé, un homme ou une femme, avec une capuche sur la tête, envoie un pot de peinture rouge sur la robe d'Olivia. Celle-ci part en courant et voit Luke sortir d'un petit chemin. Il arrive devant elle et comprend tout lorsqu'il voit la robe rouge d'Olivia. Remy, Caleb et Miranda font des recherches sur des attentats et un colonel. Ils voient dans un ancien journal leurs têtes. À chaque fois, dans toutes les catastrophes, cinq personnes meurent. 

### Épisode 2:Death and the Maiden
- États-Unis : 29 octobre 2013 sur ABC Family
- France : 1er août 2016 sur Canalplay

### Épisode 3:Believe
- États-Unis : 5 novembre 2013 sur ABC Family
- France : 1er août 2016 sur Canalplay

Luke est réticent lorsque Caleb et Remy tentent de le convaincre que Ravenswood est en proie au surnaturel. Pour le convaincre, ils décident de tenter de communiquer avec "l'autre côté". Olivia commence sa propre enquête sur la mort de son père, qui s'avère beaucoup plus sinistre que ce qu'elle pensait. 

### Épisode 4:The Devil Has a Face
- États-Unis : 12 novembre 2013 sur ABC Family
- France : 1er août 2016 sur Canalplay

### Épisode 5:Scared to Death
- États-Unis : 19 novembre 2013 sur ABC Family
- France : 1er août 2016 sur Canalplay

Caleb essaie de trouver Miranda et va jusque l'adresse des parents de cette dernière mais est frappé par le fait que cet endroit n'est qu'un terrain vide. Remy se réveille dans le sous-sol d'un ancien immeuble où un couple c'est dit être enterrés derrière un mur dans l'espoir de ressusciter le Caleb et Miranda "original". 
- Dernier épisode de la première partie de la saison.

### Épisode 6:Revival
- États-Unis : 7 janvier 2014 sur ABC Family[6]
- France : 1er août 2016 sur Canalplay

### Épisode 7:Home is Where the Heart Is – Seriously Check the Floorboards
- États-Unis : 14 janvier 2014 sur ABC Family
- France : 1er août 2016 sur Canalplay

### Épisode 8:I'll Sleep When I'm Dead
- États-Unis : 21 janvier 2014 sur ABC Family
- France : 1er août 2016 sur Canalplay

### Épisode 9:Along Came a Spider
- États-Unis : 28 janvier 2014 sur ABC Family
- France : 1er août 2016 sur Canalplay

### Épisode 10:My Haunted Heart
- États-Unis : 4 février 2014 sur ABC Family
- France : 1er août 2016 sur Canalplay

- Cet épisode est un crossover avec Pretty Little Liars.